# Ново Делчево
Ново Делчево је насељено место у општини Сандански у области Благоевград, Бугарска. Према попису из 2021. године блио је 1.036 становника.
Насељеје подигнуто 1923. године насељавањем словенских избеглица из околине Кукуша (30-40 кућа), који су били припадници унијатске цркве, као и три породице из Банице код Сера у грчкој Македонији. Касније је било досељеника из суседних села (Горња Сушица и Пирин). Ново Делчево је јединствено село у бугарској Македонији са католичким становништвом. Село је добило име по Гоце Делчеву, вођи и идеологу ВМОРО-а.